# Cyanthillium
 Cyanthillium  Blume, 1826 è un genere di piante angiosperme dicotiledoni della famiglia delle Asteraceae.

## Etimologia
Il nome scientifico del genere è stato definito per la prima volta dal botanico Carl Ludwig von Blume (1796-1862) nella pubblicazione " Bijdragen tot de Flora van Nederlandsch Indie" ( Bijdr. Fl. Ned. Ind. 15: 889) del 1826.

## Descrizione

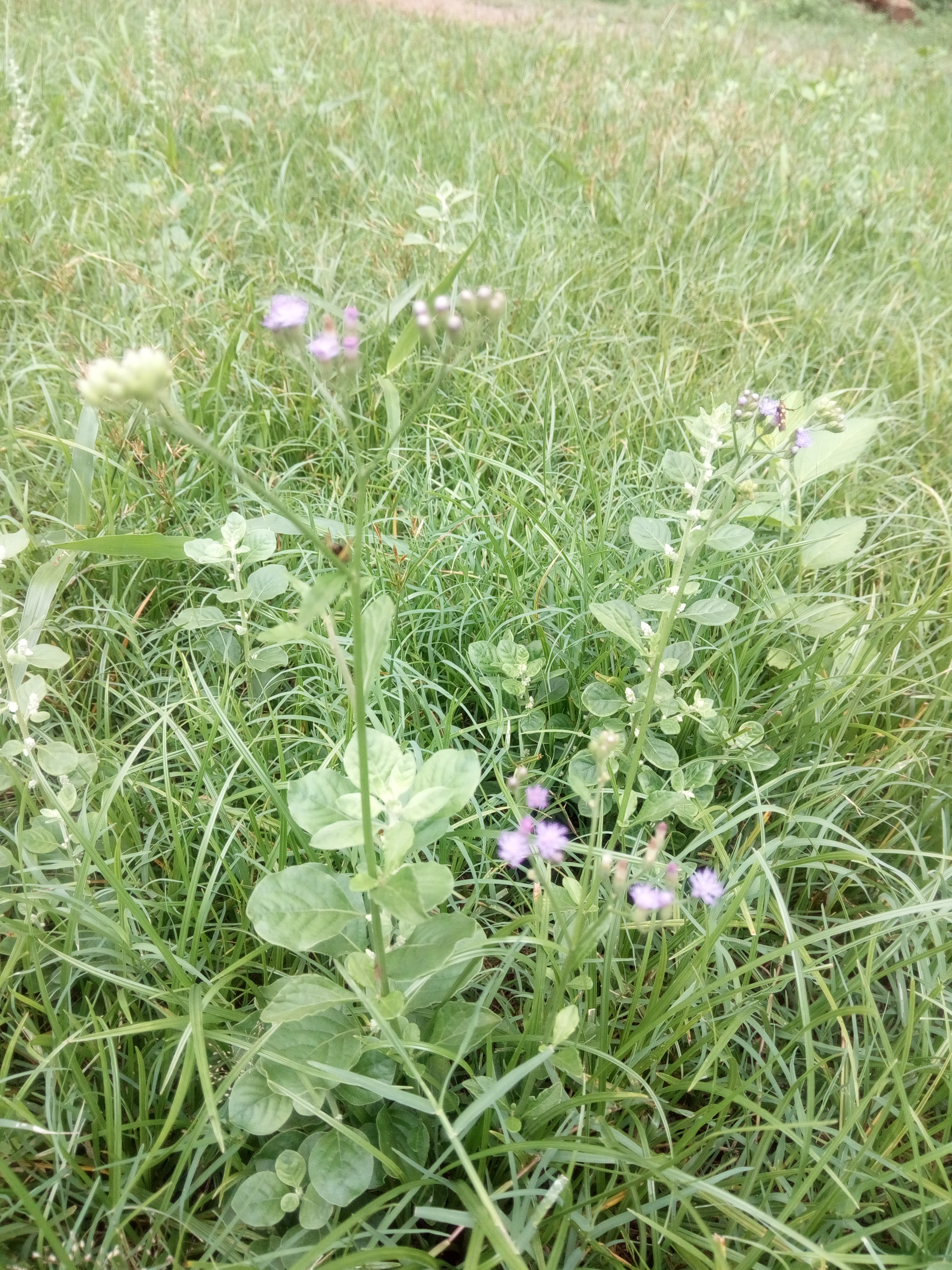
Il portamento
Cyanthillium cinereum

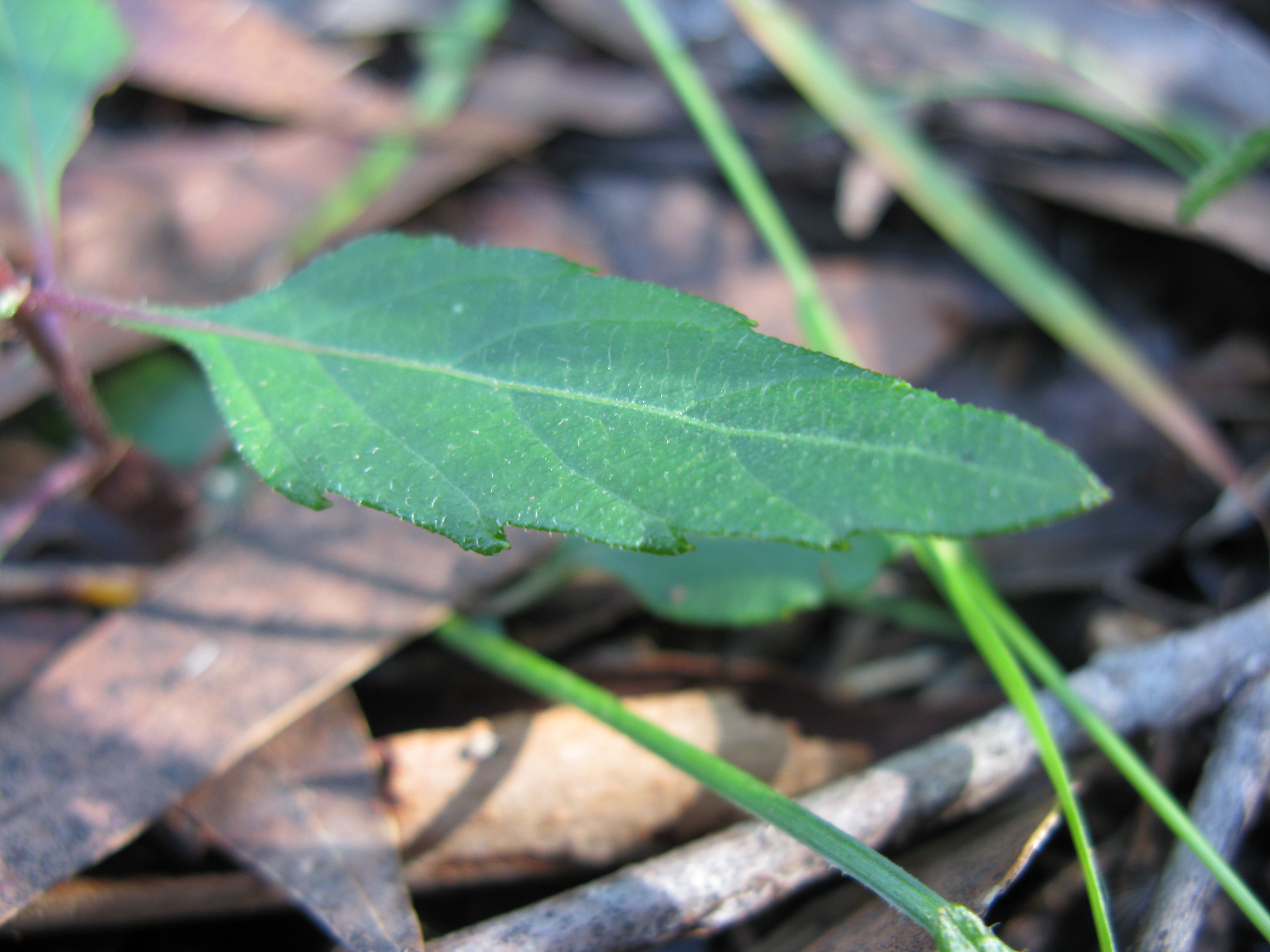
Le foglie
Cyanthillium cinereum

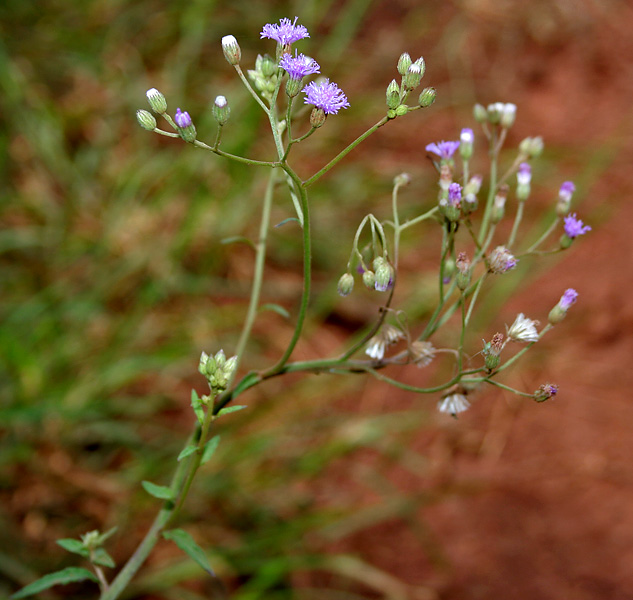
Infiorescenza
Cyanthillium cinereum

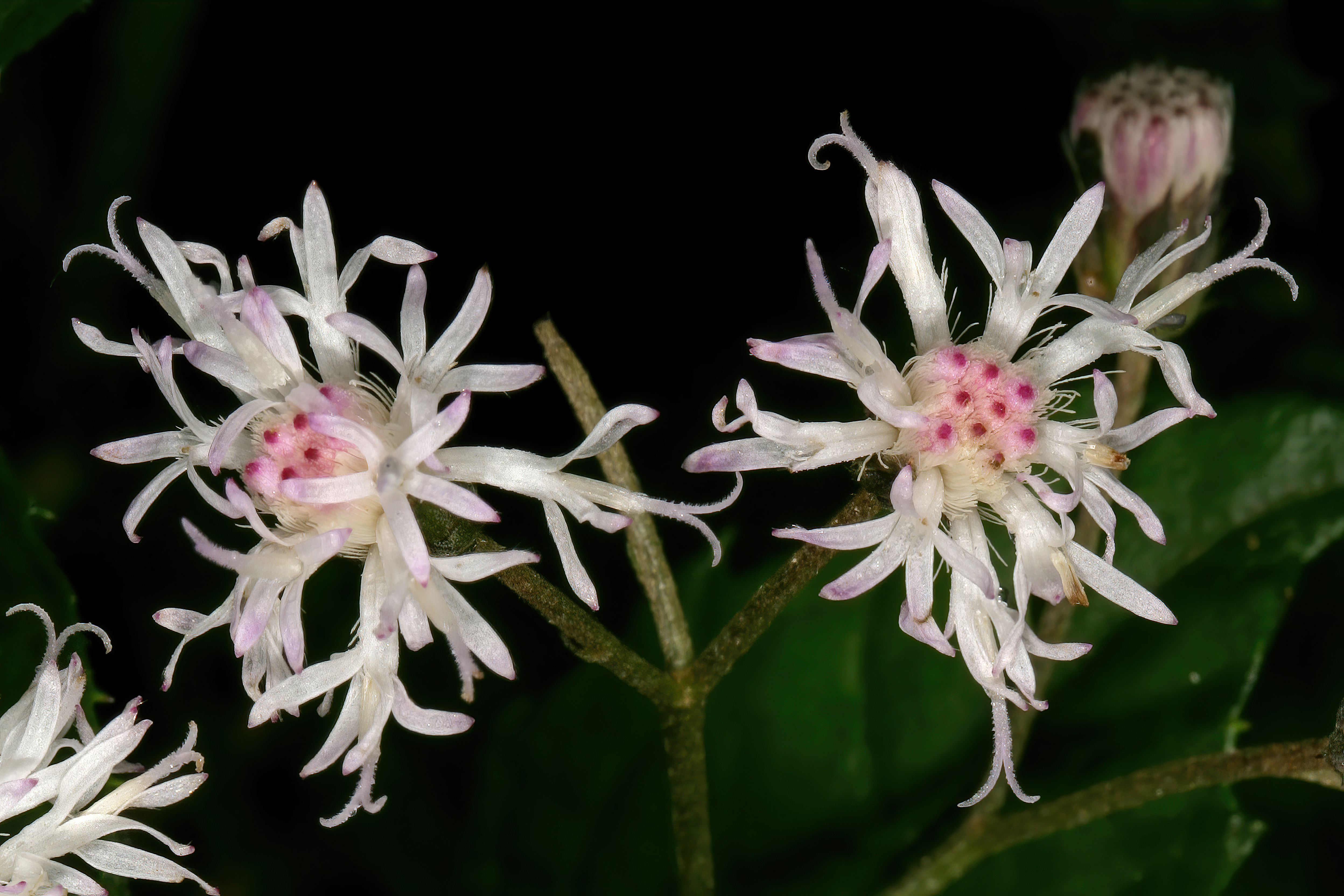
I fiori
Cyanthillium wollastonii

Le specie di questo genere sono delle piccole erbacee con cicli biologici annuali (principalmente) o perenni con altezze massime 2-6 dm. Spesso sulla superficie di queste piante sono presenti peli asimmetrici, o peli simmetrici a “T” e anche tricomi.
Le foglie sono disposte in modo alterno oppure rosulate (a rosetta). Sono picciolate (i piccioli sono più o meno alati) con una lamina intera a forma da strettamente lanceolata a ovata, deltata o spatolata con basi cuneate e apici da arrotondati a acuti; la consistenza è membranacea. Le facce adassiali variano da scabre a glabre; quelle abassiali sono densamente pelose-irte e punteggiate di resina. Le venature normalmente sono pennate. I margini sono continui e seghettati. La superficie può essere pubescente.
L'infiorescenza è formata da numerosi capolini (fino a 100) discoidi peduncolati in formazioni corimbiformi. La struttura dei capolini è quella tipica delle Asteraceae: un peduncolo sorregge un involucro a forma da campanulata a spiraliforme o emisferica composto da circa 30 squame (o brattee) disposte su 3 - 5 serie embricate che fanno da protezione al ricettacolo sul quale s'inseriscono i fiori di tipo tubuloso. Le brattee dell'involucro, persistenti e cartacee con margini interi e apici spinosi, a volte sono divise in esterne e interne: quelle interne hanno forme lanceolate; quelle esterne hanno forme da subulate a lanceolate. Il ricettacolo normalmente è sprovvisto di pagliette (ricettacolo nudo). Diametro dei corimbi di capolini: 6-15 cm. Diametro dell'involucro: 4-5 mm.
I fiori, da 15 a molti, sono tetra-ciclici (ossia sono presenti 4 verticilli: calice – corolla – androceo – gineceo) e pentameri (ogni verticillo ha in genere 5 elementi). I fiori sono inoltre ermafroditi e actinomorfi.
- Formula fiorale:

*/x K {\displaystyle \infty }, [C (5), A (5)], G 2 (infero), achenio
- Calice: i sepali del calice sono ridotti ad una coroncina di squame.
- Corolla: la corolla è pubescente per peli diritti; i lobi, lanceolato-lineari, possono essere sericei o spinosi. I tubi sono più lunghi delle gole imbutiformi. Il colore varia da lavanda a rosa o violaceo.
- Androceo: gli stami sono 5 con filamenti liberi e distinti, mentre le antere sono saldate in un manicotto (o tubo) circondante lo stilo.[11] Le antere sono prive di code. Il polline è del tipo triporato (con le fessure di germinazione costituite da tre pori)[12]; con polline triporato la parte più esterna dell'esina è sollevata a forma di creste e depressioni (echino-"lophato").
- Gineceo: lo stilo è filiforme con base con larghi nodi o protuberanze. Gli stigmi dello stilo sono due lunghi e divergenti; sono sottili, pelosi e con apice acuto. L'ovario è infero uniloculare formato da 2 carpelli. Gli stigmi hanno la superficie stigmatica interna (vicino alla base).[13]

I frutti sono degli acheni con pappo. Gli acheni hanno 5 coste oppure sono affusolati (non nervati). Sulla superficie degli acheni sono presenti dei tricomi oppure dei tubercoli; all'interno si può trovare del tessuto di tipo idioblasto e rafidi di tipo subquadrato da corti a elongati; non è presente il tessuto fitomelanina. Il pappo è formato da più o meno 20 snelle squamelle capillari persistenti o caduche.

## Biologia
- Impollinazione: l'impollinazione avviene tramite insetti (impollinazione entomogama tramite farfalle diurne e notturne).
- Riproduzione: la fecondazione avviene fondamentalmente tramite l'impollinazione dei fiori (vedi sopra).
- Dispersione: i semi (gli acheni) cadendo a terra sono successivamente dispersi soprattutto da insetti tipo formiche (disseminazione mirmecoria). In questo tipo di piante avviene anche un altro tipo di dispersione: zoocoria. Infatti gli uncini delle brattee dell'involucro si agganciano ai peli degli animali di passaggio disperdendo così anche su lunghe distanze i semi della pianta.

## Distribuzione e habitat
Le specie di questo gruppo si trovano dall'Africa centro-meridionale all'Australia passando per l'Asia meridionale-tropicale. Queste piante probabilmente di origine paleotropicale, sono ora ampiamente stabilite nelle regioni tropicali e temperate calde come ruderali naturalizzate.

## Tassonomia
La famiglia di appartenenza di questa voce (Asteraceae o Compositae, nomen conservandum) probabilmente originaria del Sud America, è la più numerosa del mondo vegetale, comprende oltre 23.000 specie distribuite su 1.535 generi, oppure 22.750 specie e 1.530 generi secondo altre fonti (una delle checklist più aggiornata elenca fino a 1.679 generi). La famiglia attualmente (2021) è divisa in 16 sottofamiglie.

### Filogenesi
Le specie di questo gruppo appartengono alla sottotribù Erlangeinae descritta all'interno della tribù Vernonieae Cass. della sottofamiglia Vernonioideae Lindl.. Questa classificazione è stata ottenuta ultimamente con le analisi del DNA delle varie specie del gruppo. Da un punto di vista filogenetico in base alle ultime analisi sul DNA la tribù Vernonieae è risultata divisa in due grandi cladi: Muovo Mondo e Vecchio Mondo. I generi di Erlangeinae appartengono al subclade relativo all'Africa tropicale e meridionale (l'altro subclade africano comprende anche specie delle Hawaii) frammisti ai generi di altre sottotribù; si tratta quindi di un clade non ancora ben risolto filogeneticamente.
La sottotribù, e quindi i suoi generi, si distingue per i seguenti caratteri:
- le specie della sottotribù sono principalmente di origine Africana;
- nella pubescenza sono presenti peli da asimmetrici a simmetrici a forma di "T";
- alcune specie hanno delle foglie pennate divise in segmenti;
- le infiorescenze in genere non sono sottese alla base da brattee fogliacee;
- il polline varia da triporato a tricolporato;
- gli acheni possono avere da 4 a 12 coste;
- il pappo è cupoliforme.

In precedenza la tribù Vernonieae, e quindi la sottotribù di questo genere, era descritta all'interno della sottofamiglia Cichorioideae.
I caratteri distintivi per le specie di questo genere sono:
- l'habitus delle specie è annuale o formato da specie piccolo-perenni;
- il polline in genere è "lophato" e triporato.

Il numero cromosomico delle specie di questo genere è: 2n = 18, 22 e 36.

### Elenco delle specie
Questo genere ha 11 specie:
- Cyanthillium albicans (DC.) H.Rob.
- Cyanthillium cinereum  (L.) H.Rob.
- Cyanthillium conyzoides  (DC.) H.Rob.
- Cyanthillium gracilis  (Lander & P.J.H.Hurter) K.R.Thiele & E.E.Schill.
- Cyanthillium hookerianum  (Arn.) H.Rob.
- Cyanthillium montanum  (C.B.Clarke) Bunwong, Chantar. & S.C.Keeley
- Cyanthillium patulum  (Aiton) H.Rob.
- Cyanthillium polytrichomata  (Wech.) H.Rob.
- Cyanthillium stelluliferum  (Benth.) H.Rob.
- Cyanthillium vernonioides  (Muschl.) H.Rob.
- Cyanthillium wollastonii  (S.Moore) H.Rob., Skvarla & V.A.Funk

### Sinonimi
Sono elencati alcuni sinonimi per questa entità:
- Claotrachelus Zoll.
- Cyanopis  Blume
- Isomeria  D.Don ex DC.
- Isonema  Cass.
- Triplotaxis  Hutch.